# Distretto di Baoshan
Il distretto di Baoshan (cinese semplificato: 宝山区; cinese tradizionale: 寶山區; mandarino pinyin: Bǎoshān Qū) è un distretto di Shanghai. Ha una superficie di 293,71 km² e una popolazione di 1.379.700 al 2010.